# Bolmen (meer)
Bolmen is een meer in het Zweedse landschap Småland. Het meer heeft een oppervlakte van 184 km² en een maximale diepte van 37 meter. De gemiddelde diepte is 5,4 meter. Er liggen verschillende eilanden in het meer, waarvan Bolmsö het grootste is.
Het meer voorziet een groot deel van Skåne van drinkwater via de 82 kilometer lange Bolmen Water Tunnel die is gebouwd van 1975 tot 1987.
Vänermeer (5.648 km²) · Vättermeer (1.893 km²) · Mälarmeer (1.140 km²) · Hjälmarmeer (484 km²) · Storsjön (464 km²) · Siljan + Orsasjön (354 km²) · Torneträsk (330 km²) · Hornavan (220-283 km²) · Uddjaure (190-250 km²) · Bolmen (184 km²)